# AmperOase

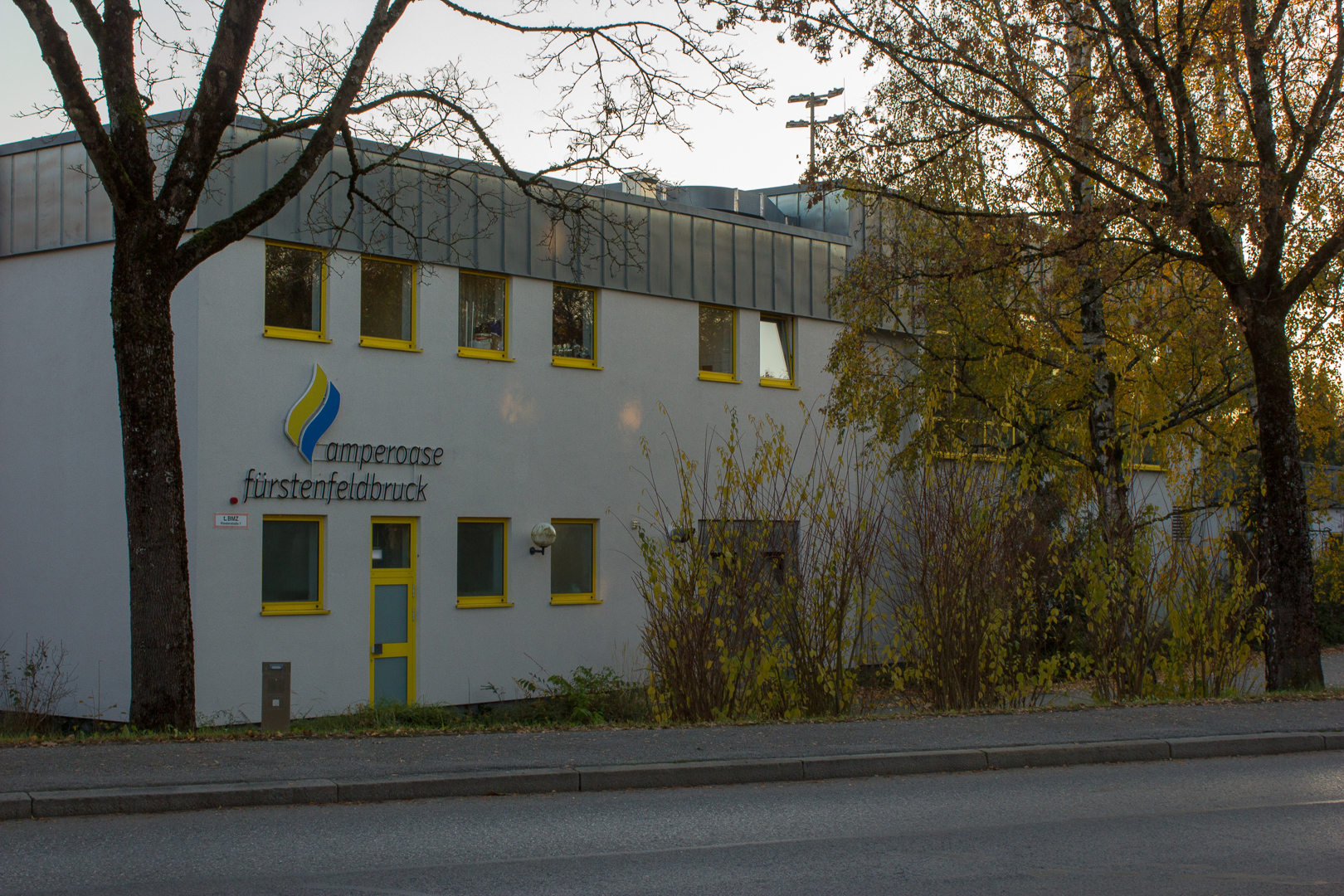
Außenansicht der AmperOase von Norden.

Die AmperOase ist ein Freizeitzentrum mit Hallen- und Freibad, Saunadorf und Eisstadion in der Stadt Fürstenfeldbruck.
Als Betreiber der AmperOase fungieren die Stadtwerke Fürstenfeldbruck. Das Freizeitzentrum liegt in unmittelbarer Nähe zu der namensgebenden Amper. Die Neubaupläne der AmperOase sind aus Kostengründen gestoppt worden. Mit Instanthaltungen und Sanierungsarbeiten wird das Bad weiterhin betrieben und weitere Pläne werden auf ungewisse Zeit nach hinten verschoben.

## Einrichtungen
Neben einem Hallen- und Freibad verfügt die AmperOase über ein Eisstadion und eine Saunalandschaft. Mit Ausnahme der Saunalandschaft sind diese Einrichtungen die einzigen dieser Art in der Stadt Fürstenfeldbruck.

### Hallenbad

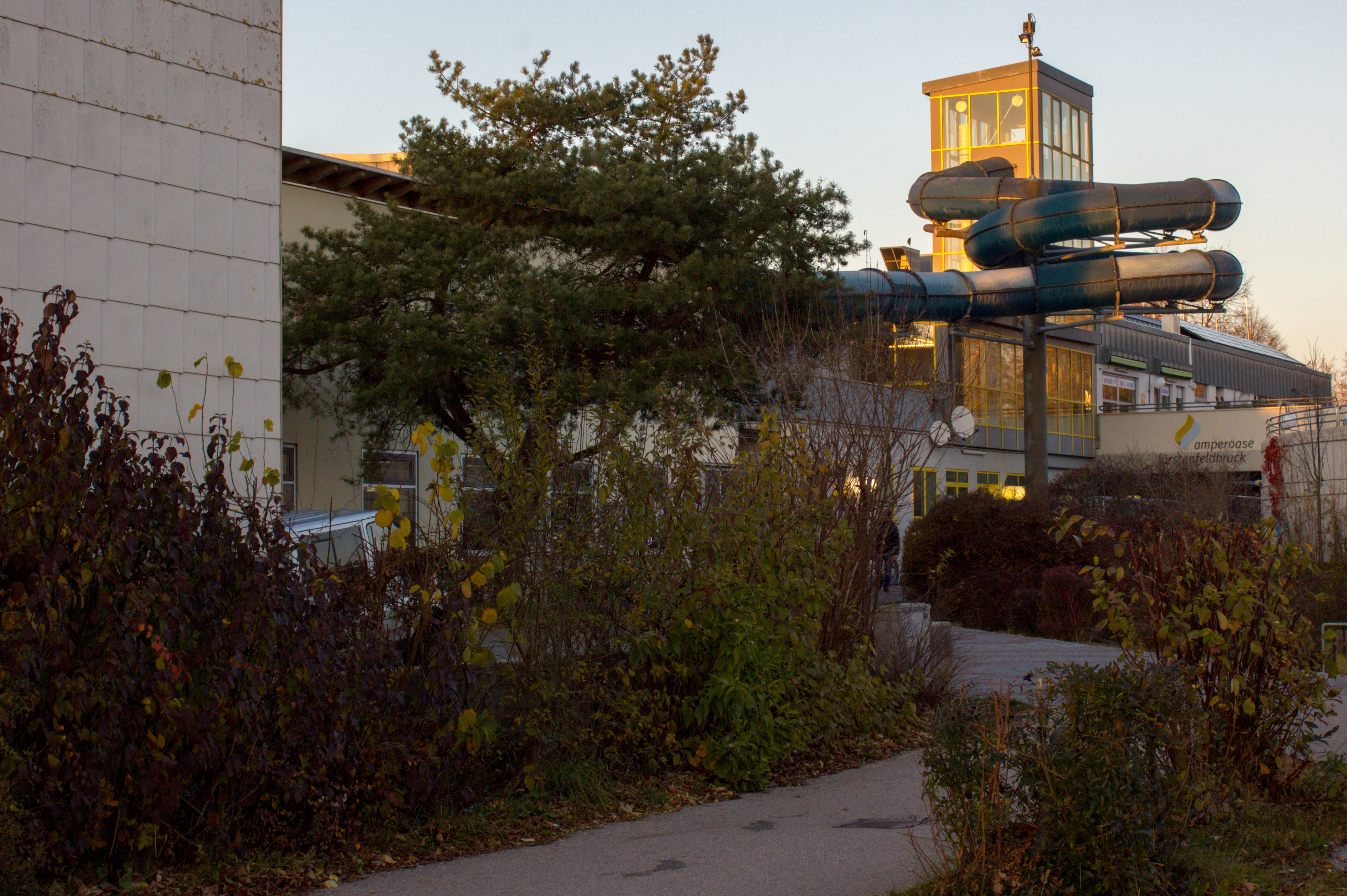
Außenansicht Rutschenturm

Das Hallenbad verfügt u. a. über ein auf 28 °C aufgeheiztes 25-Meter-Schwimmerbecken. Darüber hinaus bietet das Hallenbad ein Lehrschwimmbecken mit einer Wassertemperatur von 30 °C, einen Wasserspielgarten mit 32 °C Wassertemperatur, eine Wasserrutsche von 75 m Länge und einen Whirlpool mit einer Temperatur von 34 °C.

### Saunadorf
Im Saunadorf integriert sind folgende Saunaarten: Je eine Finnische Sauna, eine Lichtsauna, eine Erdsauna und eine Loftsauna. Des Weiteren stehen folgende Einrichtungen zur Verfügung: Wintergarten mit Bar, Schwitzboden, Ruhehaus, Dampfbad, Duschen, Tauchbecken, Massage (im OG), Solarium (im OG).

### Freibad
Das direkt vom Hallenbadbereich zugängliche Freibad enthält u. a. ein 50-m-Mehrzweckbecken, ein  Planschbecken, einen Wasserpilz, einen Wasserspeier, eine Liegewiese und einen Sandstrand am Pavillon Beach. Die Wassertemperatur beträgt 25 Grad.

### Eisstadion
Das Eisstadion ist ausgestattet mit einer Frei-Eisfläche von 30 × 60 m.  Für den Vereinssport problematisch ist, dass das einzige Eisstadion der Stadt nicht überdacht ist, weshalb immer wieder eine Überdachung, bzw. der Neubau eines überdachten Stadions an anderer Stelle gefordert werden. Regelmäßige Nutzer des Stadions sind der Eislaufverein FFB, sowie der Eis- und Rollsportclub Fürstenfeldbruck e.V.

## Einschränkungen im Betrieb

### Umbau des Kassenbereichs 2018

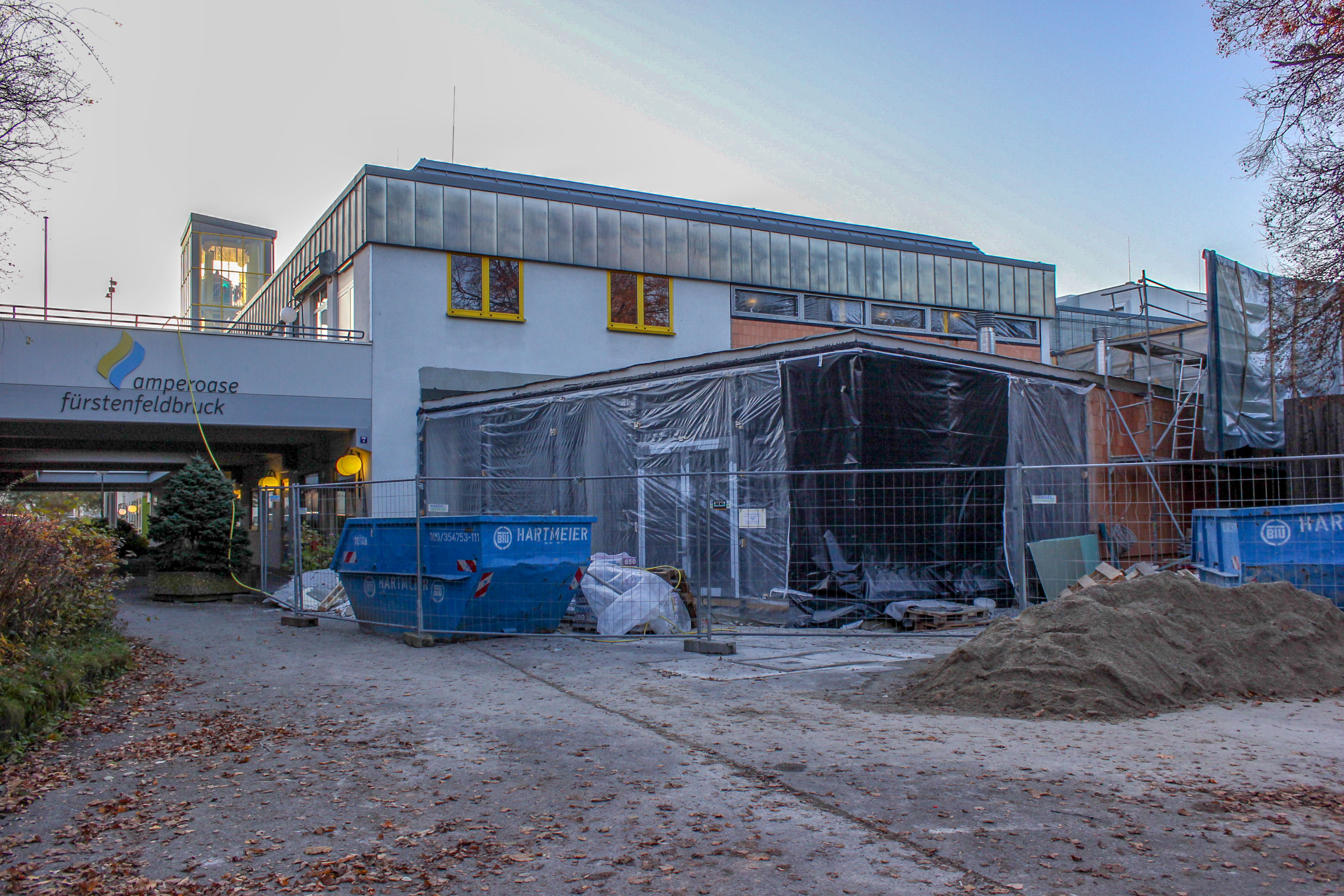
Außenansicht des Kassenbereichs während des Umbaus im November 2018.

Am 30. Juli 2018 begann der Aus- und Umbau des Kassenbereichs. Nach Abschluss der Arbeiten Ende des Jahres 2018 soll die Kasse dauerhaft besetzt werden.  Zudem wird ein EDV-gestütztes Kassensystem installiert werden. Laut Aussage des technischen Leiters, Jürgen Kronauer, sind die Umbauarbeiten einer von mehreren Gründen für die Erhöhung der Eintrittspreise ab  2019.

### Austausch der Lüftungsanlage 2015
Im Jahr 2015 war der Austausch der gesamten Lüftungsanlage fällig geworden. Deshalb war das Hallenbad ab dem 25. Mai für insgesamt drei Monate geschlossen. Die nicht betroffenen Bereiche waren weiterhin zugänglich. Für die Zeit des Umbaus wurde der Preis der Eintrittskarten um 30 Prozent reduziert.

### Wiederholter Personalmangel
Wie die dauerhafte Besetzung des Kassenbereichs realisiert werden soll, scheint vor dem Hintergrund eines immer wiederkehrenden Personalmangels zum gegenwärtigen Zeitpunkt noch fraglich. So konnten im Mai 2018 das Hallenbad und das Freibad nur im Wechsel betrieben werden und ab Mitte November 2018 kam es zu, durch Personalmangel begründeten, Einschränkungen im Betrieb des Eisstadions.